# Union Schweizerischer Kurzwellen-Amateure

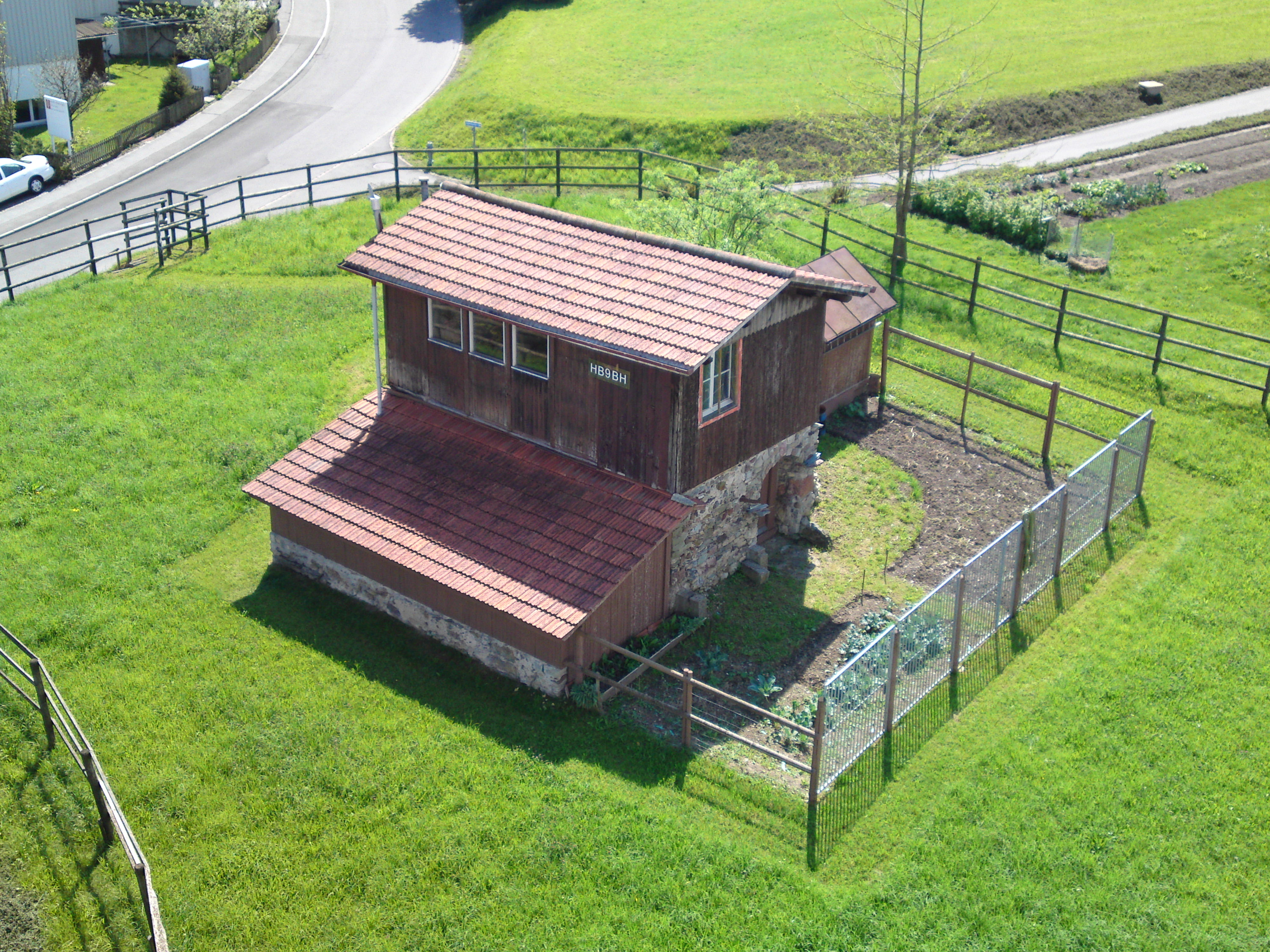
Klubstation HB9BH

Die Union Schweizerischer Kurzwellen-Amateure (USKA; französisch Union des amateurs suisses d'ondes courtes; italienisch Unione radioamatori di onde corte svizzeri) ist ein Schweizer Dachverband zur Förderung des Amateurfunks auf allen ihm zustehenden Frequenzbändern und in allen zugelassenen Sendearten in der Schweiz.

## Geschichte
Wie damals üblich begann der Amateurfunk auch in der Schweiz um den Ersten Weltkrieg als „Schwarzfunk“. Juristisch konnte man ab dem 1. Juli 1925 an der Obertelegraphen-Direktion die Prüfung für eine Sendekonzession ablegen. Die erste Lizenz wurde im April 1926 ausgegeben. Die ersten offiziellen Rufzeichen hatten das Präfix H9, der noch vor 1930 durch HB9 ersetzt wurde.
Die USKA wurde am 4. August 1929 in Zürich gegründet und ist Mitglied in der International Amateur Radio Union IARU. Sie gliedert sich in Sektionen aus allen Landesteilen der Schweiz.
2021 hatte der Verband nach eigenen Angaben etwa 3500 Mitglieder von rund 5000 in der Schweiz konzessionierten Funkamateuren.

## Struktur
Mitglieder bei der USKA sind entweder Einzelpersonen oder regionale bzw. einer bestimmten Thematik verpflichtete Amateurfunkvereine. Die Delegiertenversammlung wählt den Vorstand sowie die Geschäftsprüfungskommission. Beschlüsse der Delegiertenversammlung werden einer schriftlichen Urabstimmung unterbreitet.

## Aktivitäten und Dienstleistungen
Alljährlich führt die USKA verschiedene Funkwettbewerbe durch. Einmal pro Jahr finden ein HAM-Fest sowie eine Surplusparty (Flohmarkt) statt. Zur Aus- und Weiterbildung der Funkamateure veranstaltet die USKA regelmässig öffentlich zugängliche Webinare mit thematisch vielseitigen Inhalten. Mit der USKA Academy wurde ausserdem eine Serie von halb- oder ganztägigen Ausbildungskursen ins Leben gerufen. Die Zeitschrift HBradio dient zur Information und Weiterbildung der Mitglieder. An der Museumsstation im Verkehrshaus der Schweiz in Luzern machen USKA-Mitglieder regelmässig mit dem Rufzeichen HB9O Funkbetrieb und leisten so einen wichtigen Beitrag zur Öffentlichkeitsarbeit des Verbandes.
Die USKA führt ein QSL-Büro und vermittelt ihren Mitgliedern die Emfpangsbestätigungen anderer Amateurfunkstationen bzw. versendet die QSL-Karten der USKA-Mitglieder in andere Länder. Sie stellt den Mitgliedern eine E-Mail-Adressweiterleitung zur Verfügung und betreibt ein vereinsinternes Diskussionsforum mit Kleinanzeigen. Bei Problemen mit Baugesuchen für Antennenanlagen können Mitglieder die Hilfe der Antennenkommission in Anspruch nehmen.
Anfängerkurse für angehende Funkamateure im Hinblick auf die Lizenzprüfung beim BAKOM werden von einigen Sektionen der USKA angeboten.

### Funkwettbewerbe
Kurzwelle
- Helvetia-Contest am letzten April-Wochenende.
- Field Day (CW) im Juni.
- National Mountain Day im Juli.
- Field Day (SSB) im Juni.
- Weihnachts-Wettbewerb im Dezember.

VHF- und UHF-Bänder, Mikrowellen
Mehrmals jährlich finden VHF/UHF/Microwaves-Contests statt. Der Helvetia-Contest wird auch in diesen Bändern durchgeführt.
Weitere Wettbewerbe
- Seit 2020 finden monatlich mehrere Swiss Activity Contests (SwAC) statt. Sie haben das Ziel, die Funkbänder auf 160 m und 80 m in Kurzwelle sowie die VHF- und UHF-Bänder zu beleben.
- Beim jährlichen Swiss Emergency Contest geht es darum, stromnetzunabhängige Verbindungen mit Stationen der ganzen Schweiz herzustellen.

## Galerie

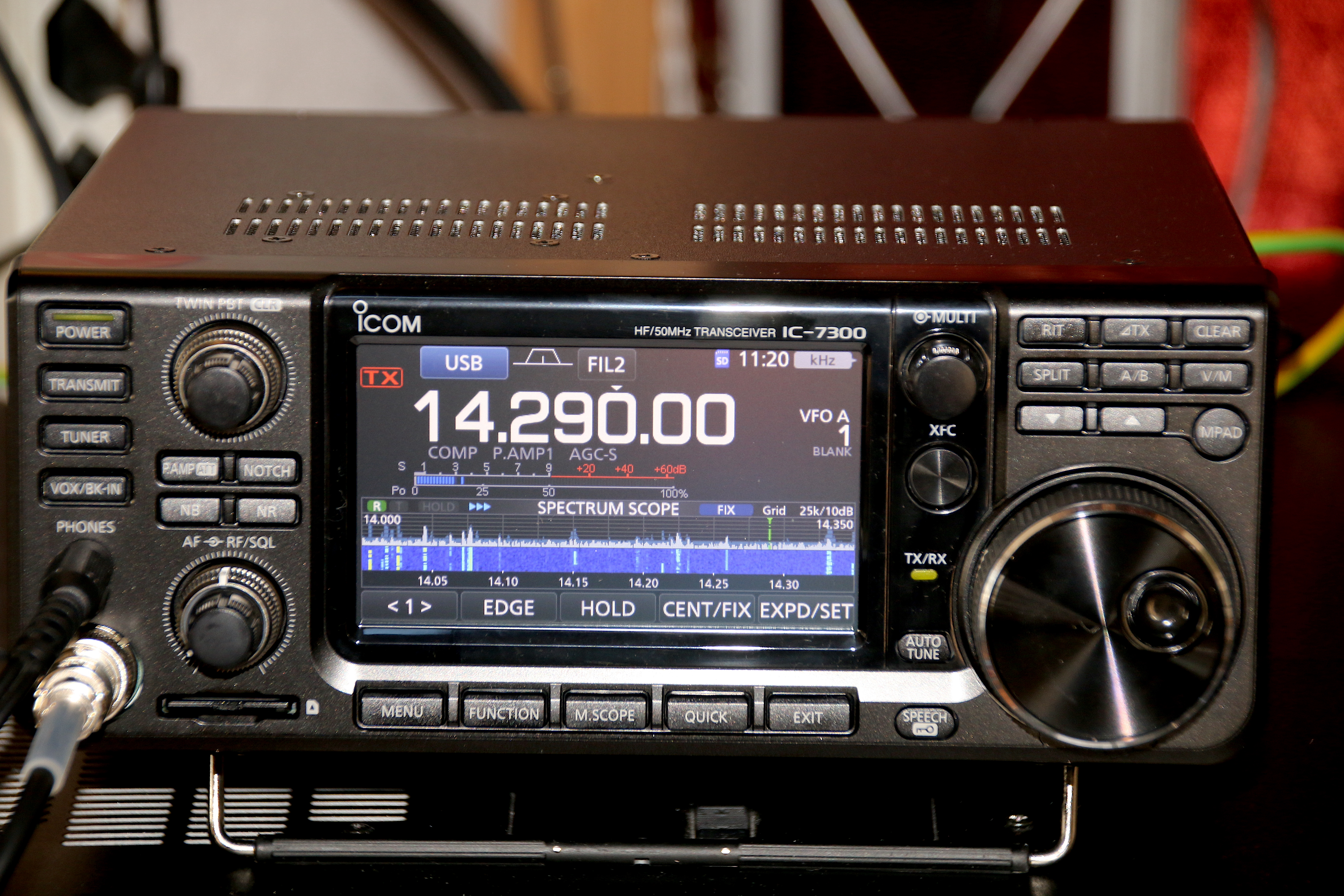
Modernes Amateurfunkgerät Icom IC-7300 mit Anzeige des Frequenzspektrums
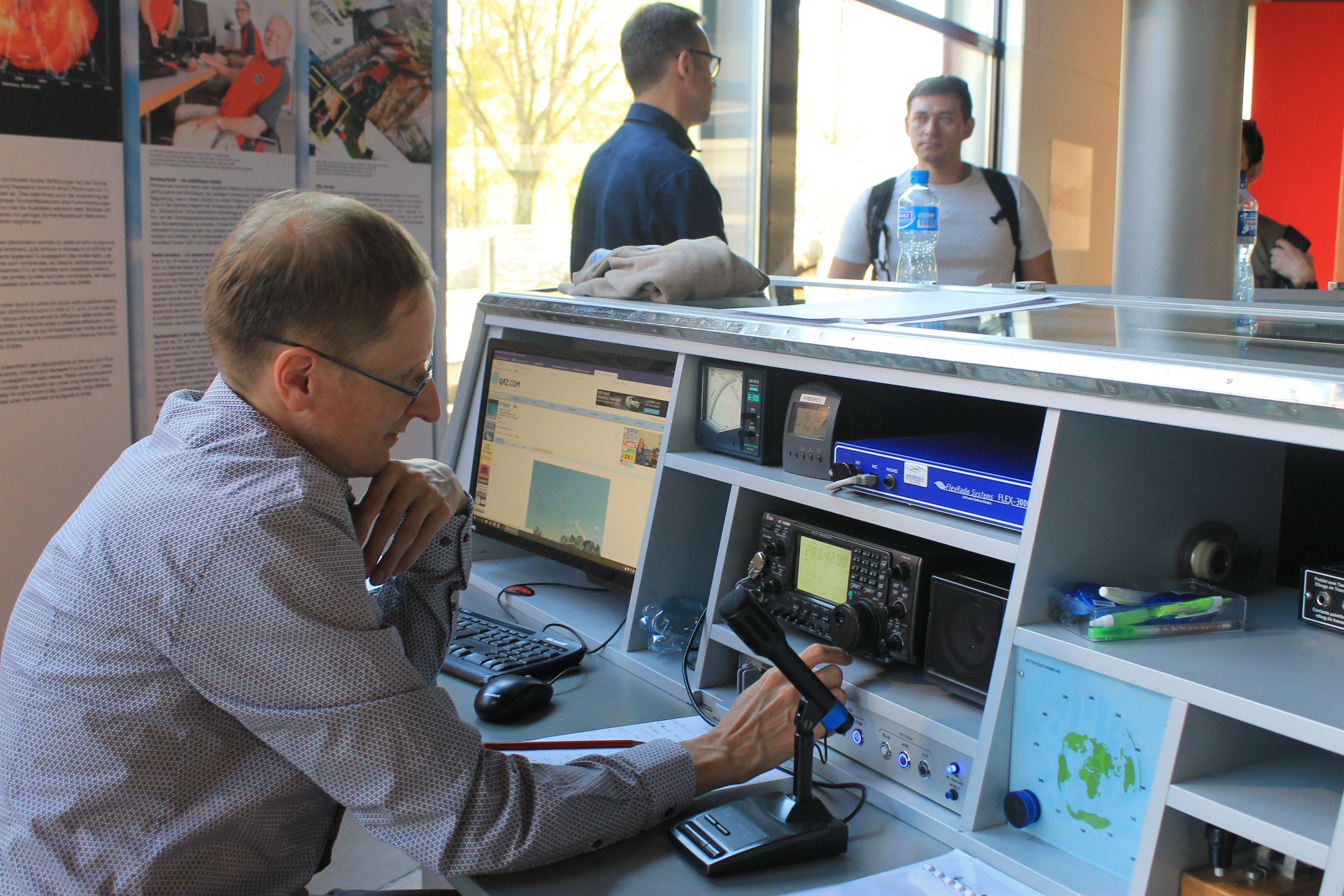
Museumsstation HB9O
- Eine der ersten Schweizer Amateurfunkkonzessionen, 1926
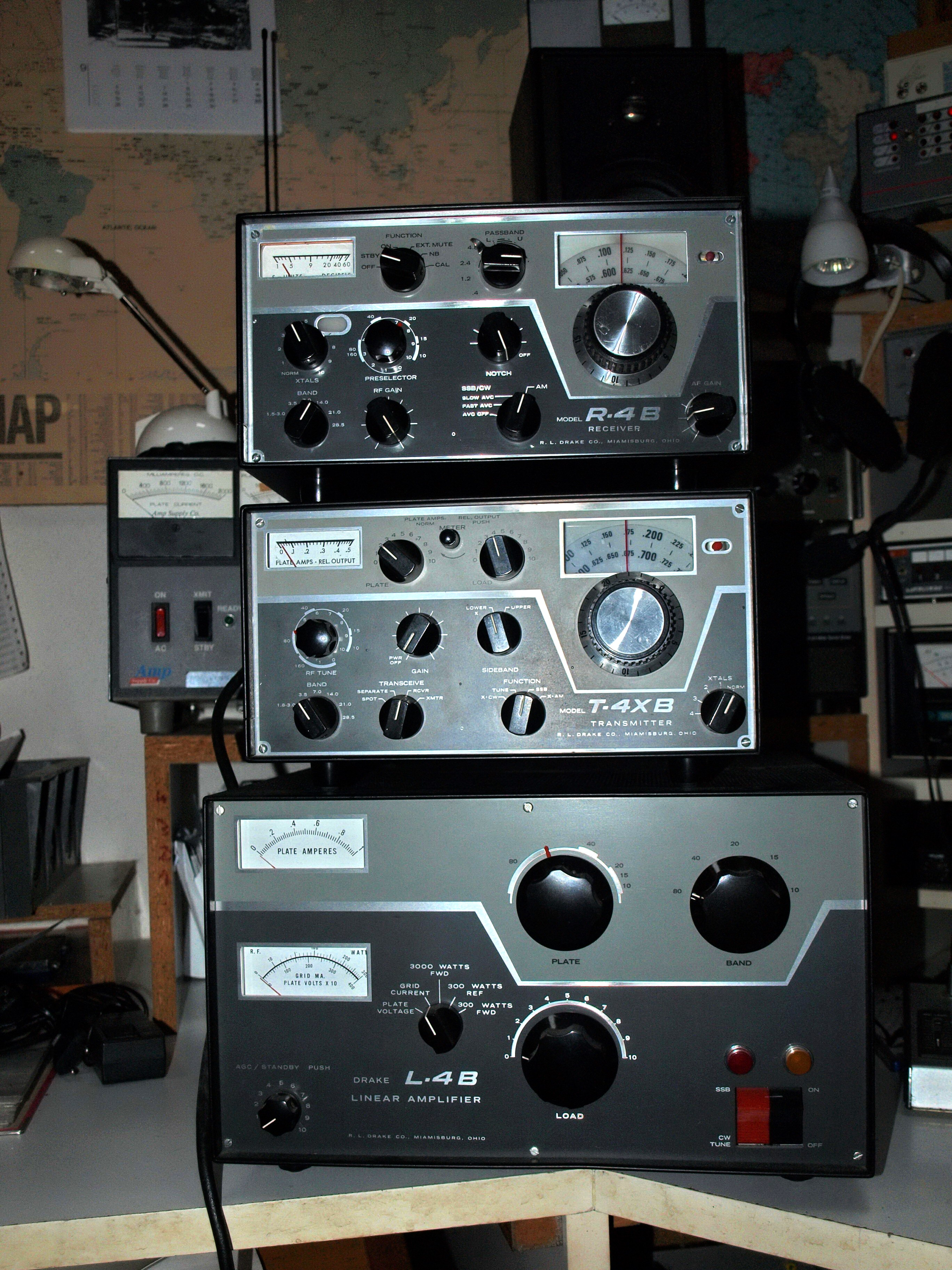
Amateur-Kurzwellen-Funkanlage mit 1 kW-Verstärker, anfangs der 1970er-Jahre